# セヴェーロ・デ・ルーカ
セヴェーロ・デ・ルーカ（Severo De Luca、生没年未詳）は、イタリア、ナポリ出身の作曲家。

## 生涯
デ・ルーカは、生年は不明であるが、おそらく老年であったと思われる1685年から1720年まで生存が確認されている作曲家で、3曲のオペラ作品（うち2曲は共作）、9曲のセレナーデ、2曲のオラトリオが知られている。
ナポリ人ではあったが、ローマのスペイン大使館に勤めており、その後、サン・ジャコモスペイン教会の楽長となる。